# Ptychomitrium isoskelos
Ptychomitrium isoskelos är en bladmossart som beskrevs av Jean Édouard Gabriel Narcisse Paris 1898. Ptychomitrium isoskelos ingår i släktet atlantmossor, och familjen Ptychomitriaceae. Inga underarter finns listade i Catalogue of Life.